# Sint-Lambertuskapel (Verviers)

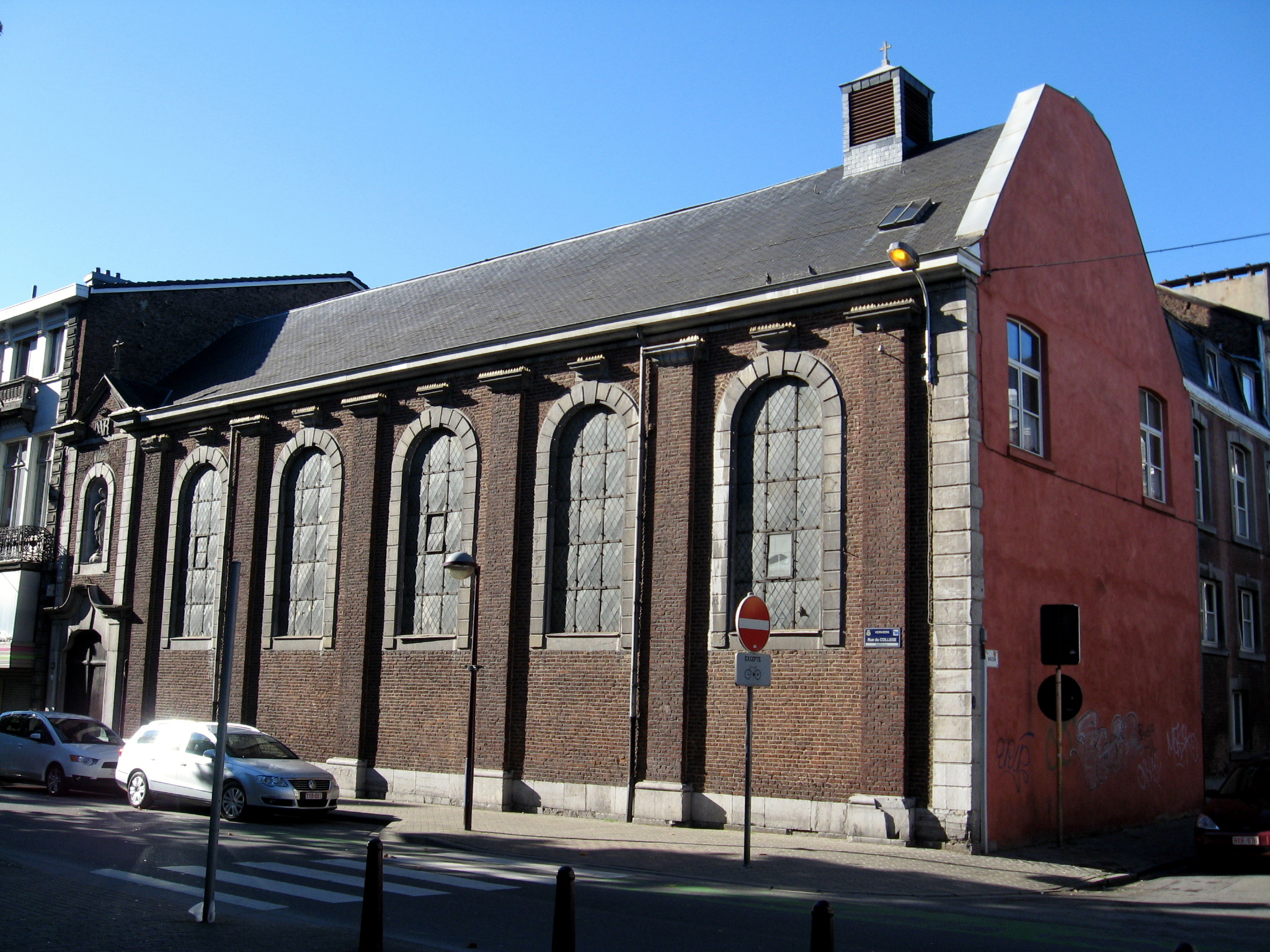
Sint-Lambertuskapel

De Sint-Lambertuskapel (Chapelle Saint-Lambert) is een kerkgebouw in de Belgische stad Verviers, gelegen aan de Rue du Collège 80.

## Geschiedenis
In 1664 vestigden de Reguliere Kanunnikessen van het Heilig Graf, afkomstig van Malmedy, zich in Verviers, en in 1734 bouwden ze een kapel. In 1803 werd het een hulpkerk van de Sint-Remaclusparochie. In 1873 werd de kapel getroffen door brand, en in 1889 werd ze herbouwd en verdubbeld door een noordelijke beuk aan te bouwen, naar ontwerp van Charles Thirion. De vergroting was noodzakelijk om in de behoeften van de Duitstalige gemeenschap in Verviers te kunnen voorzien.

## Gebouw
Boven het ingangsportaal van 1864 bevindt zich een nis met een Mariabeeld. Het gebouw is opgetrokken in baksteen met natuurstenen omlijstingen. De tweebeukige kapel is langs de straatzijde gelegen. Aan de oostzijde bevindt zich een bescheiden dakruiter.

## Interieur
De kapel heeft een rijk interieur, waaronder een hoofdaltaar in régencestijl van 1740; een communiebank, biechtstoelen, de balustrade en de lambriseringuit dezelfde tijd. Een grafzerk van zuster Angeline Frequinet, één der zusters van het Heilig Graf, is van 1778. Ook van omstreeks 1750 zijn enkele houten heiligenbeelden: Sint-Augustinus en Sint-Jacob. Het orgel is van 1902.